# NGC 4556
NGC 4556 é uma galáxia elíptica (E) localizada na direcção da constelação de Coma Berenices. Possui uma declinação de +26° 54' 33" e uma ascensão recta de 12 horas, 35 minutos e 45,6 segundos.
A galáxia NGC 4556 foi descoberta em 11 de Abril de 1785 por William Herschel.